# キングズ・ハイウェイ (チャールストン＝ボストン)
キングズ・ハイウェイ (King's Highway) は1650年から1735年のアメリカ植民地時代に存在した全長約1,300-マイル (2,100 km)の道路である。この道路は、植民地総督たちを監督していたイングランド王チャールズ2世の命によって、サウスカロライナ州チャールストンとマサチューセッツ州ボストンを結ぶために建設された。
ニューヨーク市より北部の区間は1673年1月22日に整備され、北部ボストン郵便道路 (en) となった。この道路は最終的に1735年に完成した。

## 北東地方における郵便配達

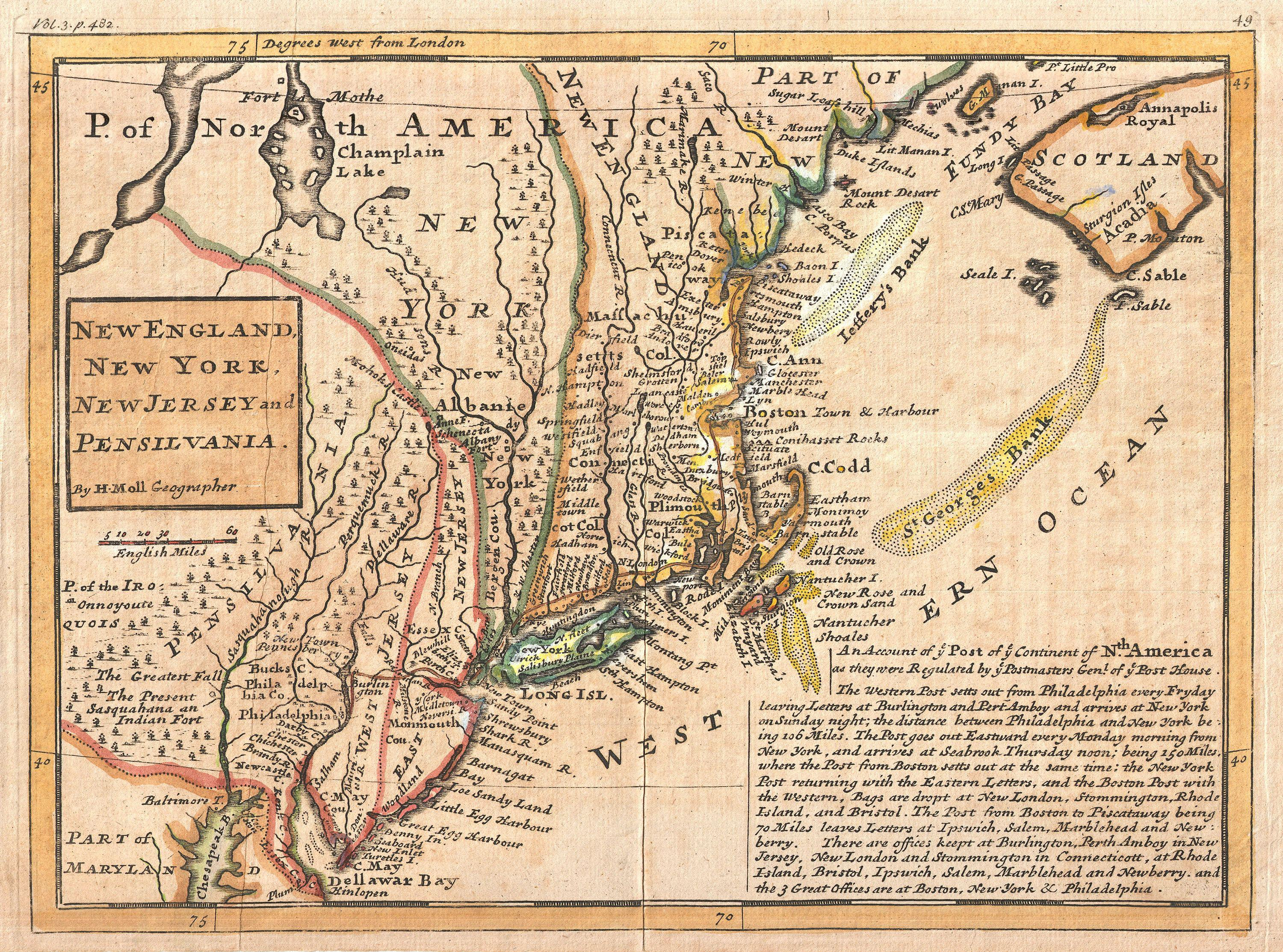
C. Mollによる1729年のニューイングランド、ニューヨーク、ニュージャージーおよびペンシルベニアの地図。郵便制度 (Post System) を記述した挿入文が付いている。

Herman Mollの1729年の“郵便地図” (Post Map) はこの経路について以下のように記述している：
| 「 | 郵便局長のGenl. によって管理されている北アメリカ大陸の郵便に関する説明 西部郵便 (Western Post) はフィラデルフィアを出発しニューヨークに土曜の夜に到着する；フィラデルフィアとニューヨークの間の距離は106マイルである。この郵便は、ニューヨークを毎週月曜の朝に出発し、さらに東方へ向かい、シーブルックに木曜の昼に到着する；150マイルあるこの郵便は同時にボストンを出発する；ニューヨークの郵便は東方で収集した郵便物を持ち帰り、ボストンの郵便は西方の郵便を持ち帰る。これらの収集された郵便物はニューロンドン、Stommington、ロードアイランド、そしてブリストルに届けられる。ボストンからPisacatawayへの郵便は70マイルであり、手紙を途中Ipswich, Salem, Marblehead, Newberryに届ける。Burlington, Perth Amboy, New Jersey, New London and Stommington in Connecticott, at Rhode Island, Bristol, Ipswich, Salem, Marblehead, & Newberryに局があり、3つの中央郵便局はボストン、ニューヨーク、そしてフィラデルフィアにある。 | 」 |

## ボストン郵便道路
ボストン郵便道路 (en) は、ニューヨーク市とボストンをつなぐかつての郵便配達経路 (en) 網であり、アメリカで初めての主要幹線道路へと発展した。北部郵便道路 (Upper Post Road) は元々はピクォート小道 (Pequot Path) と呼ばれており、ヨーロッパ人が訪れる以前からネイティブ・アメリカンが長らく利用していた小道であった。これらの主要なネイティブ・アメリカンの小道はモカシンの靴で長年踏みならされて、周りの森林よりも2フィート低くなっていた。
入植者たちは最初はこの小道を伝馬 (en) による郵便配達道路として利用していた。北部郵便道路 (Upper Post Road)  を整備するための最初の乗馬は1673年1月1日に始まった。その後、荷馬車や駅馬車がその道路を使うことができるように、この道の周りは新しく切り開かれ、拡幅され、平坦にされた。19世紀の間、有料道路会社らはその道の区間をおのおの買い取り改修を加えた。これらの多くの区間が今でもキングズ・ハイウェイおよびボストン・ポスト・ロードと呼ばれている。この郵便道路の大部分は、現在の合衆国道1号線および合衆国道20号線 (en) の一部となっている。

## 経路

現代の州境が記されているキングズ・ハイウェイの地図。

| - マサチューセッツ州ボストン - コネチカット州ニューヘイブン - コネチカット州Fairfield - コネチカット州Greenwich - ニューヨーク州Rye - ニューヨーク州Kingsbridge - ニューヨーク市 - ニュージャージー州ニューアーク - ニュージャージー州エリザベス - ニュージャージー州Rahway - ニュージャージー州Perth Amboy - ニュージャージー州ニューブランズウィック - ニュージャージー州プリンストン - ニュージャージー州トレントン - ニュージャージー州Bordentown - ニュージャージー州Burlington - ペンシルベニア州フィラデルフィア - ペンシルベニア州Chester - デラウェア州ウィルミントン - デラウェア州ニューキャッスル - メリーランド州アナポリス | - メリーランド州アレクサンドリア - バージニア州フレデリックスバーグ - バージニア州Bowling Green - バージニア州King William - バージニア州New Kent - バージニア州ウィリアムズバーグ - バージニア州ヨークタウン - バージニア州ハンプトン - バージニア州ノーフォーク - バージニア州サフォーク - ノースカロライナ州Edenton - ノースカロライナ州New Bern - ノースカロライナ州ウィルミントン - サウスカロライナ州Georgetown - サウスカロライナ州チャールストン |

## ギャラリー

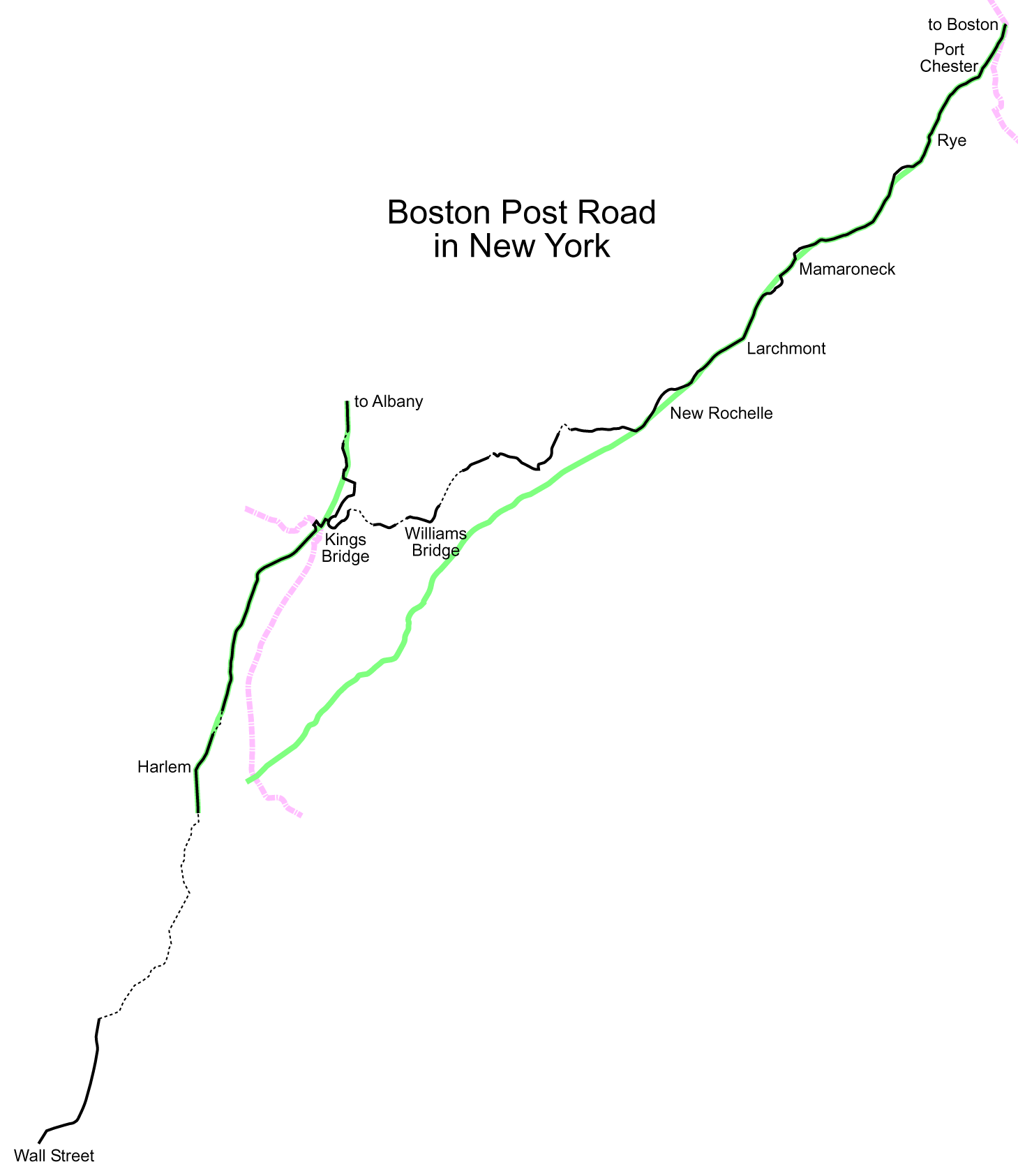
ニューヨーク州における郵便道路
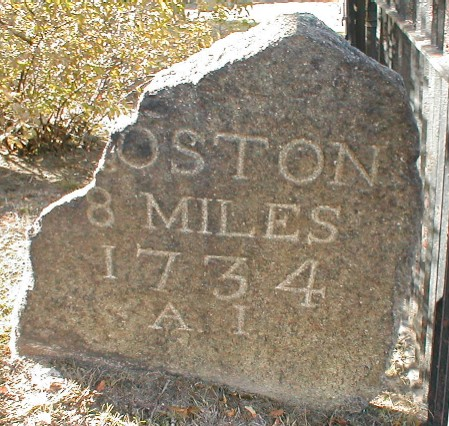
ハーバード・スクエア (en) のアッパー・ポスト・ロード沿いにある里程標石（マイルストーン）8番。